# Histoire de Laval au XVIIe siècle
Cet article concerne la ville française. Pour la ville canadienne, voir Laval (Québec), § Histoire.
L'histoire de Laval au XVIIe siècle

## Corporations
Les fabricants et les tissiers ne sont pas les seuls à recevoir des règlements et des statuts. Chaque corporation possèdent les siens.
L'imprimerie apparait à Laval en 1651.

## Le retable lavallois

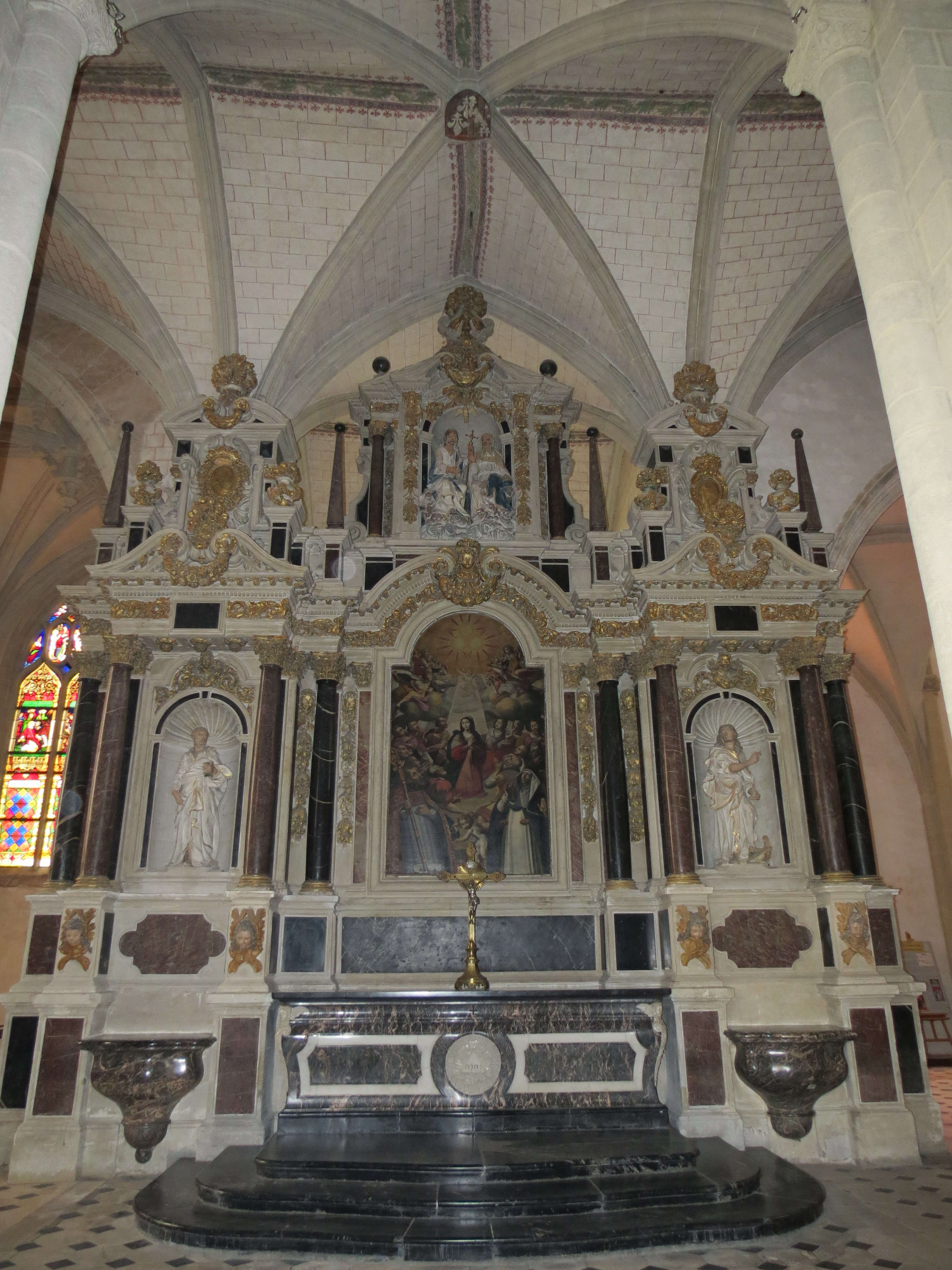
L'un des retables de la cathédrale de Laval.

Le retable lavallois est une forme particulière de retable à l'origine d'une école de renom. Les retables lavallois du XVIIe siècle sont parmi les plus remarquables et les plus originaux de France.
Aux XVIIe et XVIIIe siècles, la ville de Laval a été un centre de création de retables très important, au point de donner naissance à une véritable école : les retabliers lavallois ont diffusé leur art dans tout l'Ouest de la France. Parmi cette école, on retrouve les noms de sculpteurs et d'architectes. Ils vont aussi participer à la construction du Palais de Parlement de Bretagne, les cathédrale de Rennes et de Nantes.
Pour Jacques Salbert, la prospérité à cette époque de l'industrie du lin et du chanvre dans la région de Laval et Vitré est à l'origine de la construction des retables lavallois. Les produits du commerce favorisent et soutiennent des fondations religieuses.

## Troubles
Des troubles ralentissent l'essor économique en fin de XVIe siècle et au début du XVIIe siècle : séquelles des guerres de Religion, sursauts de la noblesse contre un absolutisme de plus en plus pesant.
Les règnes d'Henri IV et de Louis XIII est marqué par les maladies, les disettes et les malheurs qu'amènent les passages de troupes, celles du roi ou celles des rebelles :
- Une épidémie règne à Laval, paralysant le commerce de 1606 à 1609. En 1608, l'ordre n'est pas encore rétabli autour de Laval malgré la pacification politique[5].
- Pendant les années 1589, 1591, 1592, 1600, 1605, 1607, 1616 et 1612, la dysentrie sévit avec plus ou moins de violence. Au cours du mois d’août 1607, la maladie avait enlevé 109 personnes[6]. C'est en 1614 qu’on construisit pour les pestiférés, dans le cimetière d’Avesnières, la Basilique de Saint-Roch, qui était encore visible au XIXe siècle.

Des pillages sont signalés à Laval en 1616 exerçant tant d'inhumanités et de cruautés que le peuple est entièrement ruiné  Dès le commencement de l'année 1617, Charles d'Angoulême gagne le Maine pour en assurer la soumission au roi. Parti de Paris, le 26 janvier, Charles d'Angoulême est au Mans le 11 février. C'est là que, le 14 février 1617, il se fait recevoir le serment de fidélité au roi des habitants de Laval. En 1619, l'abbé Angot indique que ce fut pis encore quand la reine se fut séparée complètement de la cour en 1619.

## Louis XIII
Le 1er septembre 1626, Louis XIII passe une nuit à Laval en revenant de Nantes.
Des épidémies s'abattent sur Laval, en 1626 d'abord, puis de 1633 à 1639. La guerre de Trente Ans commença à fermer en partie les débouchés extérieurs de l'industrie du lin à Laval, entraînant sous-emploi et nervosité des habitants des villes soumis à des impôts croissants. Laval est le siège de deux séditions en 1628 et 1629.
Le 2 juin 1628, le Carrefour aux Toiles, dans lequel se tient alors le marché, est le théâtre d'une violente sédition. Le comte de Laval a voulu faire percevoir une maltoste de 8 sous par pièce de toile exposée. Le peuple se mutina. 4 000 personnes, hurlant et furieuses, vont assiéger la demeure du receveur des tailles, puis se portent vers celles de quatre des marqueurs de toilles, s'emparèrent d'eux et les maltraitent de telle sorte que deux des marqueurs succombent peu après de leurs blessures. Les cloches de la ville sonnent le tocsin pour appeler au secours la population des campagnes.

## La Fronde
Lors de la Fronde, Laval se déclare d'abord pour le parlement : on monte de temps en temps la garde aux portes, pour en défendre l'entrée aux troupes royales qui ne songent pas à les franchir. Lorsque le roi vient assiéger Angers, on lui envoie comme députés François Marest, juge civil, Cazet de Grampont et Julien Martin, échevins, pour l'assurer de la soumission de la ville (1652).

## La Trémoille
La princesse Émilie de Hesse-Cassel  entre en ville en juin 1652. Elle est l'épouse de Henri Charles de La Trémoille, fils de Henri III de La Trémoille. Henri Charles, est prince de Tarente et doit être le futur comte de Laval. On lui rend tous les honneurs d'une entrée solennelle et fastueuse. Le prince et la princesse ne vivent pas à la cour comme les y aurait appelés leur haute naissance, le prince de Tarante et la princesse de Hesse en sont tenus éloignés par l'ardeur de leur protestantisme. Ils font leur demeure tantôt à Vitré, tantôt à Laval, tantôt à Thouars.

## Récession de la fin duXVIIesiècle, et du début duXVIIIesiècle
Une émeute éclate en avril 1662 à propos de la gabelle, et met en colère le roi Louis XIV. Elle vise à empêcher le départ d'une chaîne de faux sauniers vers les galères.
L'émeute est réprimée avec tant de rigueur que l'intendant Charles Le Jay est obligé d'implorer des adoucissements.  Dans une lettre datée du 21 juin 1662, on peut voir que Jean-Baptiste Colbert indique à l'intendant de ne se servir qu'à la dernière extrémité des deux compagnies de cavalerie du duc d'Orléans qui sont dans la région. Le Jay indique que pour obtenir le pardon du roi les habitants de Laval doivent remettre aux gens du roi tous les faux-sauniers condamnés aux galères qui sont dans leur prison, ainsi que les deux principaux agitateurs désignés par un Arrêt du conseil.
Le 31 octobre 1663, une pétition des maire, échevins et syndic de Laval, est envoyé à Colbert où ils exposent la triste situation de la ville grevée de dettes et accablée d'impôts de toute sorte.
La situation économique à la fin du XVIIe siècle et le début du XVIIIe siècle est particulièrement grave. Les conséquences sociales sont importantes. Leclerc du Flécheray dans son Mémoire en donne un témoignage.

## Abjuration
Le prince Henri Charles de La Trémoille abjure le 3 septembre 1670 à Angers. Cette abjuration donne lieu à des festivités à Laval, pour le futur comte. Le fils du prince de Tarente que son père souhaitent aussi voir abjurer, est ramené à Laval et confié aux soins du sieur de Villebourg, chanoine de Saint-Tugal. Le jeune duc de Thouars fait son abjuration le 12 octobre 1670. Henri Charles en 1672, et c'est Louis Maurice de La Trémoille qui devient comte de Laval. Après Louis Maurice, le comté de Laval passe aux mains de Charles Belgique Hollande de La Trémoille.
Le premier acte de Charles Belgique Hollande de La Trémoille, duc de Thouars et comte de Laval, est l'avis favorable qu'il donna à une fondation projetée par les habitants de l’hôpital Saint-Louis de Laval.